# 라스코 동굴

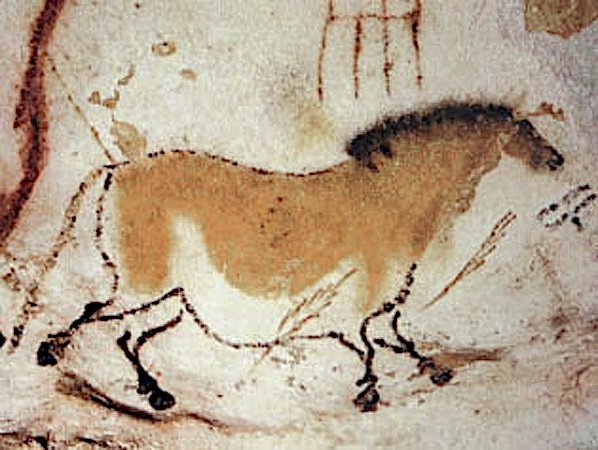
라스코 동굴의 그림.

라스코 동굴(Lascaux Caves)은 프랑스 남서쪽에 있는 동굴이다.  라스코 동굴 벽화는 1940년 마을 소년들에 의해 우연히 발견된 뒤, 1979년에 유네스코의 세계유산으로 등재되었다. 이 동굴 안의 기원전 17000년~15000년 경 그려진 것으로 추정되는 후기 구석기 시대 그림이 매우 유명하다. 원래 동굴의 위치는 도르도뉴주의 몽티냐크 마을 근처에 있다. 라스코 동굴은 레 트루아 프레르(Les Trois-Freres)・니오(Niaux)・알타미라(Altamira)・퐁 드 곰(Font-de-Gaume)・레 콩바렐에스파냐의 어떤 동굴보다도 훨씬 크고, 유물도 더 잘 보존되어 있다. 일반인들에게 공개하기 시작한지 12년이 지난 1960년부터 푸른곰팡이가 기생하고 석회암 암벽에도 하얀 얼룩이 생기자 라스코 동굴은 1963년에 동굴 벽화의 일반 공개를 금지했다. 그 후로는 정부 기관의 추천장이 있는 전문가에 한해 하루 6명 이내로 동굴 벽화의 관람이 허용되고 있다. 그리고 일반 관람객 을 위해서는 동굴이 발견된 바로 옆 장소에 라스코 동굴과 똑같 이 모방한 동굴을 만들어 공개하고있다.

## 같이 보기
- 쇼베 동굴
- 알타미라 동굴

## 참고 문헌
- Gregory Curtis, The Cave Painters: Probing the Mysteries of the World's First Artists, Knopf, New York, NY, USA, 2006. 1-4000-4348-4
- David Lewis-Williams, 'The Mind in the Cave: Consciousness and the Origins of Art', Thames and Hudson, 0-500-28465-2
- Georges Bataille, The Cradle of Humanity: Prehistoric Art and Culture, Zone Books, New York, NY 2005. 1-890951-55-2
- Joseph Nechvatal, "Immersive Excess in the Apse of Lascaux", Technonoetic Arts 3, no3. 2005